# Smittina uschakowi
Smittina uschakowi är en mossdjursart som beskrevs av Androsova 1958. Smittina uschakowi ingår i släktet Smittina och familjen Smittinidae. Inga underarter finns listade i Catalogue of Life.